# Бойня на улице Братской в Варшаве (1944)

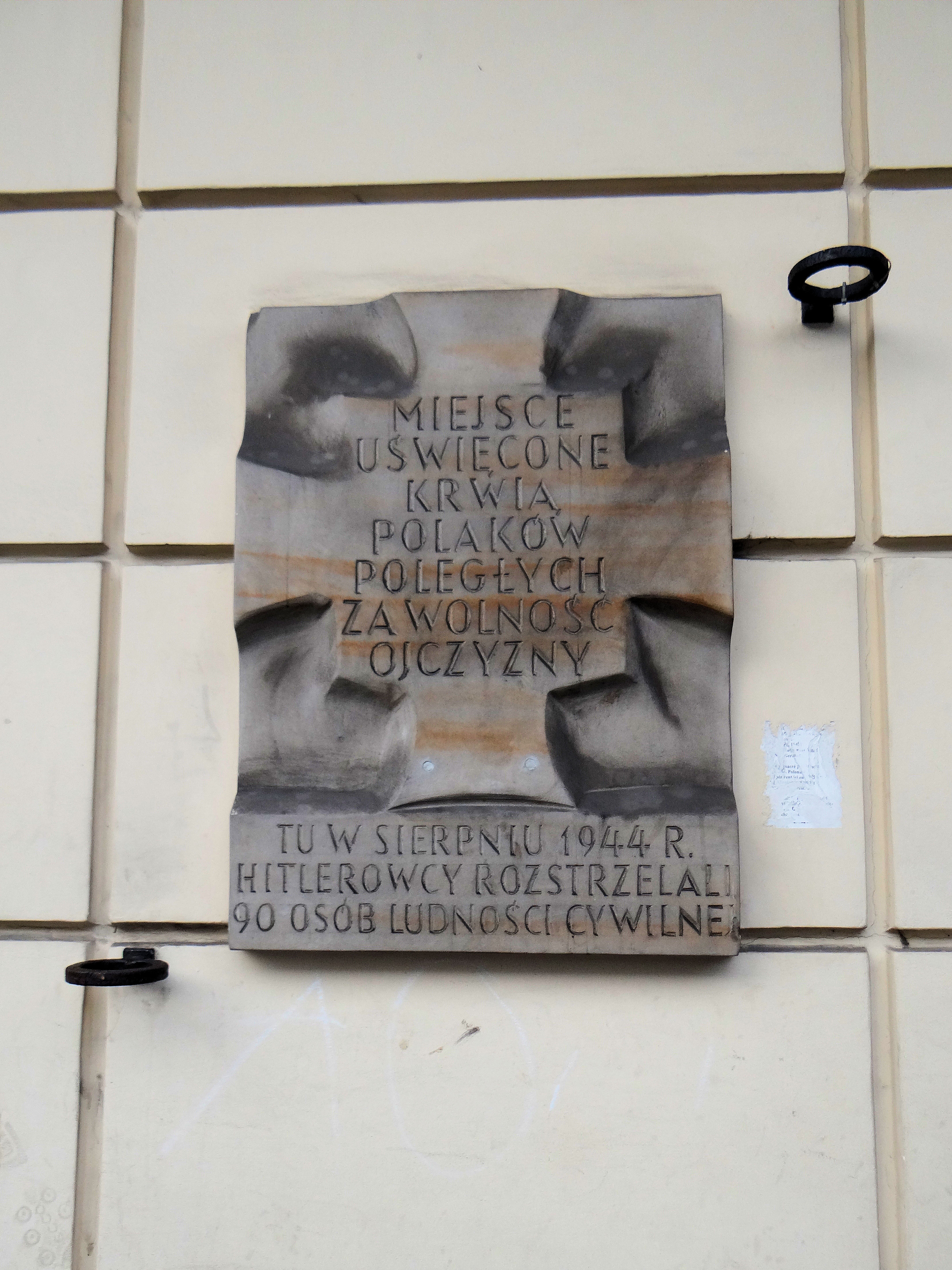
Мемориальная доска жертвам резни на ул. Братской

Бойня на улице Братской — ряд убийств, поджогов и других серьезных нарушений военного права, которые совершали солдаты немецкого Вермахта во время попыток разблокировки удерживаемого повстанцами варшавского участка Иерусалимских Аллей(Aleje Jerozolimskie).
В ходе боев 3-4 августа 1944 года солдаты 4-го полка восточно-прусских солдат мотопехоты использовали польских мирных жителей в качестве «живых щитов», отбивающих атаки танков на повстанческие баррикады. Помимо этого, на их счету ряд убийств военнопленных и жителей домов на ул. Братской и Иерусалимских Аллеях. Число жертв могло превысить 200 человек.

## Немецкое наступление на Центральный Железнодорожный вокзал
Иерусалимские аллеи, вместе с соседним Мостом Понятовского, составляли одну из главных варшавских транспортных артерий, через которую немцы могли доставлять продукты питания и снаряжение для своих отрядов, воюющих с Красной Армией на правом берегу Вислы. В первый день варшавского восстания (1 августа 1944) солдаты Армии Крайова напали на самые важные немецкие объекты на Аллеях Иерусалимских (в том числе Главный Вокзал, здание Банка Народного Хозяйства, Мост Понятовского), но им не удалось заблокировать эту артерию ни в одном месте. Только на ул. Братской получилось установить слабое соединение с отрядами АК в Южном Средместье. Только 3 августа ситуация изменилась в пользу повстанцев. В этот день, ранним утром, солдатам группировки «Храбрый II» удалось совершить налет на здание Почтового Вокзала на перекрестке Аллей Иерусалимских и ул. Железной. Затем тот же отряд захватил так называемый, Дом Туриста, расположенный напротив железнодорожного вокзала, где они наладили контакт с солдатами группировки «Гурт», оккупирующими близлежащее здание Военного Географического Института. Примено в 10 часов утра солдаты обоих отрядов совершили вылазку на туннель средней колеи, где нашли и захватили часть немецкого эвакуационного поезда, забрав при этом довольно много оружия. Аллеи Иерусалимские, вместе с прилегающей железнодорожной линией, были отныне заблокированы повстанцами.
Немцы быстро приступили к контратаке. Около полудня на Аллеи Иерусалимские въехала колонна из танков со стороны ул. Товаровой, которая следовала с Воли в направлении Моста Понятовского. Немецкие танки, перед которыми гнали в качестве «живых щитов» несколько сотен мирных жителей, пойманных на Воле, поразили огнем защитников Почтового Вокзала, чтобы примерно в 13:00 успеть доехать до моста. В свою очередь, около 15:00 со стороны Моста Понятовского двинулись в наступление два батальона 4-го полка восточно-прусских панцергренадеров (привезенных накануне из Зегжа). Немецкая пехота, поддерживаемая несколькими танками, прошла вдоль Аллеи 3 Мая и Аллей Иерусалимских, пытаясь прорваться к ещё оккупируемуму немецкими войсками Центральному Железнодорожному вокзалу. На участке между ул. Братской и Новым Светом восточно-прусские панцергренадеров напоролись на ожесточенное сопротивление со стороны польских солдата 3-й роты батальона «Килинский», и так называемого Колледжа C (четная сторона Аллей Иерусалимских), а также батальона КБ «Сокол» и отдела АК «Бельт» (дома по нечетной стороне). До 19 часов немцам удалось частично овладеть участком Аллей Иерусалимских между Новым Светом и ул. Маршалковской, но пробиться до Центрального Железнодорожного вокзала они не смогли. Кроме того, солдатам АК удалось сохранить свои позиции в домах на Аллеях Иерусалимских № 17 и 21. В связи с серьезными потерями и сильным сопротивлением повстанцев, немцы вынуждены были прекратить наступление и вывести основные силы полка в окрестности здания Национального Музея. Оставили только страховки в сожженных домах № 19 и 25.
4 августа Ал. Иерусалимские снова стали ареной ожесточенных боев. Утром восточно-прусские панцергренадеры возобновили наступление в направлении Запада. Затем колонна автомобилей и немецкой пехоты 19-й Танковой Дивизии (от 60 до 80 танков и танковых орудий) прибыла из района Моста Понятовского на Охоту. Из-за сильного обстрела противника, бойцы АК были вынуждены временно покинуть пылающий Почтовый Вокзал. Немцы при этом понесли серьезные потери (только 19-я Танковая Дивизия потеряла 11 погибших и 40 раненых). Враг также не предпринимал попытки оккупации и обеспечения безопасности Ал. Иерусалимских. Немцы только удержали занимаемый ранее Главный Вокзал, здание БНХ, а также здание Национального Музея, и оставили несколько мест в развалинах домов, на отрезке участка между Новым Светом и ул. Маршалковской. Солдаты АК по-прежнему удерживали позиции в здании Почтового Вокзала, а также в доме № 17. В результате этого, ни одна из сторон не могла использовать Аллеи Иерусалимские в качестве точки связи. Только после многодневных боев повстанцы сумели защитить отрезок участка Аллей Иерусалимских между Новым Светом и ул. Маршалковской, который стал единственным наземным коридором, соединяющим Северное и Южное Средместье (10-25 августа).

## Преступления против военнопленных и гражданского населения

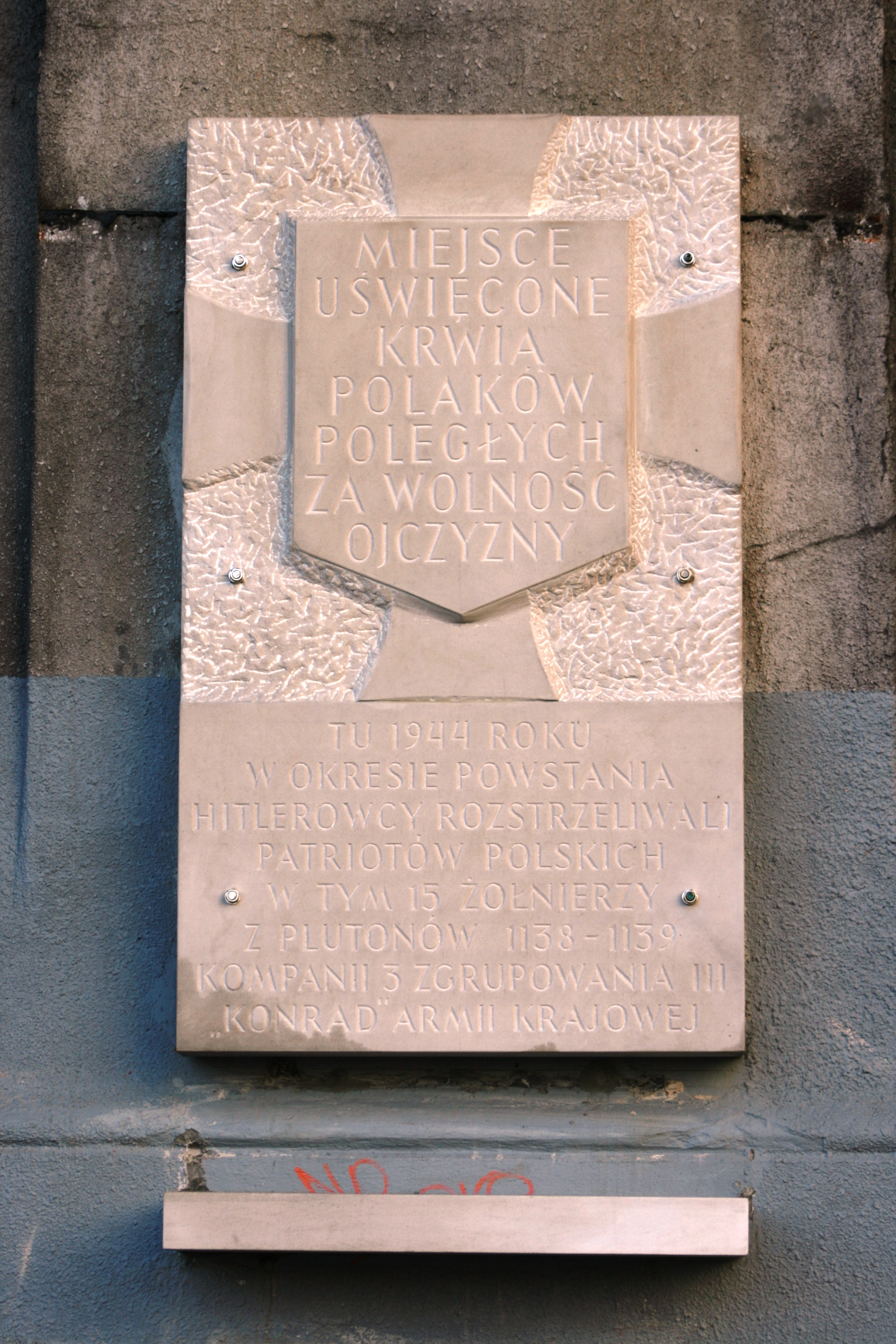
Мемориальная доска под Мостом Понятовского погибшим солдатом 1138- и 1139-х взводов АК

Во время битв 3 и 4 августа 1944 восточно-прусские панцергренадеры совершили ряд военных преступлений. В течение всего наступления польское население было изгнано из завоеванных немцами домов, а затем сгоняемо в здание Национального Музея. Вечером 3 августа в подвале здания находилось более 4000 мирных жителей. Только вечером 4 августа немцы доставили изгнанным немного пищи и позволили врачам оказать помощь раненым.
Польских гражданских, захваченных на Праге и в домах на Аллее 3 Мая, немецкие солдаты использовали в качестве «живых щитов», отбивающих атаки танков на повстанческие баррикады. В соответствии с показаниями, которые свидетель этих событий предоставил редакторам повстанческого журнала «Польша» (№ 26 (98) 15 августа 1944), утром, 3 августа, офицер немецких танковых войск выбрал ок. 60 мужчин из толпы гражданских лиц, которые были пленены в подвалах Национального Музея. Затем он велел сформировать из них колонну (по 5-6 человек в каждом ряду), которую поставили перед танками в направлении повстанческих позиций. На польской баррикаде, при пересечении ул. Братской и Аллей Иерусалимских, мирные жители из «живого щита» попали в перекрестный огонь и были уничтожены. Заложников, которые бежали либо пытались прятаться от пуль, немцы расстреливали или закидывали гранатами. В результате погибло около 50-60 польских мирных жителей. Упомянутый выше свидетель утверждал, что в Национальный Музей смогли вернуться лишь пять человек, в том числе трое раненых и обожженных людей (один из них вскоре умер).
Аналогичным образом немцы поступили во время боев 4 августа. В то утро из подвалов Национального Музея извлекли ок. 100 мужчин — мирных жителей и нескольких повстанцев, схваченных на Повисле — которых отправили в направлении повстанческих баррикад. Многие заложники были попросту убиты немцами или в ходе перестрелки. Несколько из них смогли бежать на территорию, захваченную повстанцами. Заложников использовали также для защиты передвигающейся на запад колонны с немецкой 19-й Танковой Дивизией. Изначально для этого снова брали мирных жителей, которые находились в подвалах музея. Многие из заложников бежали или погибли в первой фазе наступления. Немцы вытащили тогда несколько сотен мирных жителей из домов в районе перекрестка ул. Маршалковской, Новогродзкой и Аллей Иерусалимских. Они отслоняли колонну аж до перекрестка Аллей Иерусалимских с ул. Халубиньского, где затем их держали под стражей в течение нескольких часов.
3-4 августа восточно-прусские гренадеры совершили также ряд экзекуций. Из рапорта, оформленного неизвестной ячейкой АК вечером, 5 августа 1944 года, следует, что немцы убили всех мужчин, оказавшихся в домах № 8 и 16 на Аллеях Иерусалимских, а также в угловом доме Нового Света — Аллеи 3 Мая. В повстанческом мед. пункте по адресу Аллеи Иерусалимские 16 был застрелен врач, помогающий раненым, а заведующая отдела санитарии сгорела в подожженом немцами здании. В свою очередь, «Информационный Бюллетень» № 43/44 сообщала, что от рук немцев в эти дни погибли жители домов на ул. Братской, 17 и Аллеях Иерусалимских 19 (в последнем доме вероятнее всего погибли 40 мужчин и несколько женщин). Артем Пшигоньски оценил общее число расстрелянных в ок. 100 человек. Смерти избежали мужчины, проживающие в доме на углу ул. Маршалковской и Аллей, так как призванный в Вермахт силезец позволил им в нужный момент уйти из оккупированного повстанцами дома.
Убиты были и взятые в плен повстанцы. Одна из самых больших казней произошла на Повисле, где после неудачной атаки на Мост Понятовского нескольких десятков плохо вооруженных солдат с 1138 и 1139 взводов III Группы АК «Конрад» были зарезаны в доме по адресу ал. 3 Мая № 2. Во время немецкой контратаки 3 августа 1944 года танки разбили ворота дома, а перепуганные жители вывесили белый флаг. Солдатом АК удалось избавиться от оружия и повстанческих хомутов, а затем смешаться с группой мирных жителей. Захватив дом, немцы отделили мужчин от женщин, после чего начали отбор. В поиске повстанцев активно им помогала Барбара Синица — дочь смотрителя, а также известный агент Гестапо (она передала, что в доме скрылось около 50 солдат АК). В селекции участвовали также фольксдойче Кёниг, который, однако, не выдал ни одного повстанца, а даже спас несколько солдат. В конечном итоге немцы выбрали из толпы 20 бойцов группировки «Конрад», которые затем собрались под аркой ведукта (так называемой улиткой). Арендатор дома смогла подкупить охранников и вытащить из группы осужденных Збыслава Куропатку пс. «Збышко». Вероятно, ещё в тот же день оставшихся 19 пленных расстреляли под эстакадой. Вторую группу подозреваемых, в большинстве скрытых повстанцев, немцы забрали на ул. Вьощлярскую. Их показания оказались настолько последовательными, что немцы отказались от немедленной казни и посадили задержанных в башенке Моста Понятовского. Они держали их там около двух недель (еду и воду приносило население Саской Кемпы). Примерно 18-19 августа пленных отвели в барак на ул. 11 Ноября на Праге, где в течение двух недель те работали на погрузке вагонов. Потом их вывезли во временный лагерь в Прушкове, а оттуда в концлагерь Штуттгоф.
Во время боев за разблокировку Аллей Иерусалимских немцы совершили ряд разрушений и нанесли материальный ущерб. 3 августа, с помощью бензина, а также обстрела из танковых орудий, они подожгли дома № 18, 20, 22, 32, 34 и 36 на Аллеях, а также верхние этажи в доме на ул. Братской 17. Пожар охватил также фрагменты нечетной стороны Ал. Иерусалимских [4]. В свою очередь, на следующий день немцы подожгли все дома по четной стороне — на участке между ул. Братской и Новым Светом[7]. Огонь уничтожил и блоки между ул. Смольной и Аллеей 3 Мая, а также несколько домов на Новом Свете (эти последние только для того, чтобы не позволить эвакуироваться мирным жителей из горящих зданий).
Все описанные выше преступления были сделаны сознательно, после одобрения германского командования. Взятый в плен солдат 4-го полка восточно-прусских гренадеров, Вальтер Брунон Долингкейт (в штатском протестантский пастор), признался, что его подразделение получило приказ убивать всех встреченных мужчин, выводить из домов женщин и детей, а также сжигать здания. Гражданских лиц, плененных в здании Национального Музея использовали в качестве заложников. В вечернеv рапорте ситуации немецкой 9-й Армии 4 августа 1944 года записано, что из почти 4000, проведенных там варшавян, «выпустят сегодня ночью женщин и детей, сказав им, что если огонь не будет прекращен в 8:00 часов утра, они могут быть благодарны бандитам за расстрел их мужей и отцов, а также всех других мужчин, потому что солдаты не в состоянии отличить, кто является врагом, а кто другом». В конечном итоге, дело не дошло до реализации этой угрозы. Часть мужчин (квалифицированных как «больных») были отпущены на свободу вместе с женщинами и детьми. Остальных вывезли из Варшавы.

## Комментарии
1. ↑  Ударной группой командовал лейтенант Збигнев Брым пс. «Здунин».
2. ↑  Колонна насчитывала примерно двенадцать танков, принадлежащих, скорее всего, Танково-Парашютной Дивизии «Герман Геринг».
3. ↑  Женщин и остальных жильцов перевели на Саску Кемпу, а через некоторое время им разрешили вернуться домой.